# 龔如心遺產爭奪事件
龔如心遺產爭奪事件是於2007年4月起隨著香港華懋集團董事局主席龔如心因病逝世而引起的遺產爭奪事件。案件涉及總值估計數百億以至逾千億港元。由龔如心家屬所控制的華懋慈善基金以及龔如心生前認識的男子陳振聰，两方各持有一份聲稱為龔如心的最後遺囑的文件，均表示自己是遺產的唯一受益人，從而引起法律訴訟，最終引致律政司等介入案件。經過兩年時間準備，案件於2009年5月11日在香港高等法院原訟法庭開審，由林文瀚法官主審，共歷40日。2010年2月2日，高等法院裁定華懋慈善基金一方勝訴。2015年5月18日，香港终审法院驳回陳振聰上诉，维持基金是龚如心巨额遗产的受托人地位。

## 兩份遺囑
遺產爭奪事件的起因，是華懋慈善基金（以下簡稱「基金」）及陳振聰各自持有一份他們聲稱為龔如心最後遺囑的文件，按文件上所示的訂立日期，以下分別稱為《2002年遺囑》及《2006年遺囑》。

### 2002年遺囑

#### 簡要內容
《2002年遺囑》以中文撰寫，一共兩頁，日期註明為2002年7月28日。首頁有龔如心的簽名，次頁除龔如心的簽名外，亦有兩名見證人簽名，包括王錦添和李志明。
《2002年遺囑》的主要內容是龔如心希望把所有的財產遺贈予她和丈夫王德輝所創立的華懋慈善基金，並交託給聯合國秘書長，中國政府總理，及香港行政長官監管，繼續基金原有的項目，發展中國的類似諾貝爾獎的世界性獎項，發展華懋集團並持續把部份盈利用作慈善事業。除此以外，亦要照顧王德輝家族的各人，包括他的父母，弟妹，以及弟妹子女的教育，亦要幫助華懋集團的員工和子女。

#### 時間背景
在訂立《2002年遺囑》前，龔如心於2001年已公開表明把自己大部份遺產捐作慈善用途，在她作出該宣佈後數天，她與家翁王廷歆之間的王德輝遺囑認證案便正式在香港高等法院原訟法庭開審；《2002年遺囑》訂立的日子，正是在長達14個月審期之間，而當時香港警務處商業罪案調查科亦正對龔如心進行有關她涉嫌偽造遺囑的調查。

### 2006年遺囑

#### 簡要內容
《2006年遺囑》以英文撰寫，共一頁，日期註明為2006年10月16日，有龔如心的簽名，亦有兩名見證人簽名，包括吳崇武和王永祥。
《2006年遺囑》的主要內容是龔如心把財產的餘下部份（ALL of the rest, residue, and reminder of my estate）遺贈陳振聰，相信他能正確分配她的遺產，而該遺囑是為了她的家人和所愛的人所訂立的。

#### 時間背景
隨著2005年9月龔如心在香港終審法院取得王德輝遺囑認證案的最終勝利，以及在2005年12月律政司撤銷所有對她偽造遺囑的檢控，有關王德輝遺產的主要問題皆已解決。但這時候龔如心的健康亦開始轉壞，在新加坡接受癌症化療之後5天，便是《2006年遺囑》所註明的2006年10月16日，而該天也是她入住香港養和醫院的日子。不足半年後，龔如心便病逝。

## 詳細過程
以下按時序列出事件的詳細過程。若部份事件在發生之時未被公開，而是在後來爭產過程中在法庭內外被披露，會以備註形式註明。

### 第一階段：背景事件（1990年王德輝失蹤至2007年龔如心逝世）
龔如心遺產爭奪事件的背景，可以追溯至1990年她的丈夫王德輝被綁架而失蹤。她十多年來堅持相信丈夫尚在人世，因為要找尋丈夫下落而認識了陳振聰；亦因為王德輝失蹤多年而被宣佈死亡，引發了她和家翁王廷歆之間超過8年的遺產爭奪訴訟。雖然龔如心最終贏得丈夫遺產，但健康卻轉壞，不足兩年後便病逝。
- 1990年4月10日，龔如心的丈夫，華懋集團董事局主席王德輝被綁架，從此失蹤。[3]
- 1997年5月26日，王德輝的父親王廷歆入稟香港高等法院原訟法庭，要求法庭宣布他失蹤超過7年的兒子已經死亡﹐頒令執行他在1968年立下的遺囑，龔如心提出反對（案件編號HCAP6/1997）。1999年1月14日，高等法院上訴庭基於王德輝法律上並未死亡﹐撤銷王廷歆的申請（案件編號CACV24/1998）。[3][4]
- 1999年6月，王廷歆入稟香港高等法院原訟法庭，申請宣誓證明王德輝已去世，於9月22日獲得批准。[3][5]
- 2001年7月28日，在香港漫畫節《小甜甜Nina Nina》畫冊簽名會上，龔如心表示自己已立下遺囑，除了預留照顧（家中的）老人外，其餘皆會捐給「華懋基金」作慈善用途。按當時報章報導，其資產估計約值三百億港元。[6][7]
- 2001年8月6日，王德輝遺囑認證案正式在高等法院原訟法庭開審，涉及王德輝的兩份遺囑：一份在1968年訂立，遺贈所有財產予王廷歆，而另一份在1990年失蹤前訂立，遺贈所有財產予龔如心。（案件編號HCAP8/1999）
- 2002年7月28日，龔如心《2002年遺囑》所註明的訂立日期。[註 2]
- 2002年10月15日，案件審結，原定6星期的審訊最終用了共172天聆訊，創下香港民事訴訟紀錄。11月21日，法官任懿君裁定王廷歆勝訴。[8]
- 2002年12月11日，龔如心應商業罪案調查科邀請，協助調查有關她涉嫌偽造遺囑一案。[9] 21小時後，警方正式拘捕龔如心，她獲准自簽500萬港元保釋外出。警方亦到華懋集團的辦公室搜查，並且撿走部份文件。[10]
- 2002年12月28日，龔如心入稟香港高等法院上訴庭提出上訴。[11]
- 2003年9月29日，案件在高等法院上訴庭開審。（案件編號CACV460/2002）[12]
- 2004年6月28日，上訴庭以2比1票數駁回龔如心提出的上訴，其中法官王式英裁定上訴得直，而法官楊振權、袁家寧則裁定駁回，但3名法官皆指沒有證據證明龔如心親手偽造王德輝的遺囑。[13][14]
- 2004年11月17日，龔如心獲上訴庭批准上訴至香港終審法院。[15]
- 2005年1月28日，龔如心被控以偽造、使用虛假文書及意圖妨礙司法公正三項罪名，在東區裁判法院提訊，准以5500萬港元現金保釋候訊，打破香港歷來涉及刑事案件的女性疑犯中，保釋金額最高的紀錄。（案件編號ESCC496/2005）[16][17]
- 2005年7月11日，案件在終審法院開審，5名法官包括常任法官陳兆愷、李義，及非常任法官列顯倫、鮑偉華、施廣智，案件編號FACV12/2004。[18]
- 2005年9月15日，龔如心胞弟，任職醫生的龔仁心在其診所所在的商場外遭4人襲擊，其飼養的一隻唐狗亦被打至重傷，嘈吵聲驚動商場保安員而嚇退匪徒。龔仁心相信他們意圖綁架。[19]
- 2005年9月16日，終審法院5名法官一致裁定龔如心勝訴，龔如心得到估計逾400億港元遺產。[20]
- 2005年12月3日，基於終審法院的判決，以及在遺囑上找不到龔如心的指模，律政司撤銷對龔如心的所有檢控。[21]
- 2006年10月6日至10月11日，龔如心最後一次在新加坡竹腳婦幼醫院接受癌症化療。[註 2][22]
- 2006年10月16日，龔如心《2006年遺囑》所註明的訂立日期。同日龔如心入住養和醫院。[註 2][23]
- 2006年12月26日，《東周刊》報導龔如心入住養和醫院並接受腫瘤科專家治療。[24] 這是首次有傳媒報導龔如心身患腫瘤的消息。

### 第二階段：爭產事件開始（2007年龔如心逝世至2009年遺囑案開審）
由兩份遺囑所引起的爭產事件，在龔如心逝世後4天便公開，而事前鮮為大眾認識的陳振聰就一夜成名。基金及陳振聰雙方曾嘗試秘密談判和解卻不成功，另一方面就各自利用傳媒進行宣傳戰。由於涉及慈善基金利益而引致律政司介入，而曾經敗於龔如心的王廷歆亦認為自已有分得遺產的權利而參與訴訟。雖然陳振聰一直擺出願意和解的姿態，基金一方仍然表現強硬態度，令訴訟無可避免；經過超過18個月的預審，最終在龔如心逝世超過兩年後，正式在高等法院原訟法庭審訊。

#### 2007年，龔如心逝世後
- 4月3日，龔如心於香港養和醫院病逝，享壽70歲。據《福布斯》於2007年3月公佈的全球富豪榜，龔如心排名204，資產估計達328億港元。[25][26] 其死亡證顯示其死因有三個，依次序為心肌梗塞、冠心病發、及子宮癌擴散轉移。

- 4月7日，有消息傳出，龔如心資產一直被低估，總值應超過100億美元，以至逾1000億港元，並已安排用作慈善用途。龔如心私人助理王禮泉表示忙於辦理喪事無暇回應，但仍表示龔如心的弟妹皆支持其遺願。[27]同日，龔如心生前聘用的律師之一，何敦麥至理鮑富律師行合夥人律師麥至理（Jonathan Midgley）對外發出聲明，指龔如心遺囑的受益人並非一個慈善組織。但因為受益人希望保留私隱，故暫時不能公開受益人名字。王禮泉表示並不知情，但會了解事件。[28][29]

- 4月13日，一段以王德輝名義發出訃聞刊登在香港各大報章，王德輝名字並未加上黑框，引起各方揣測王德輝仍然在世；而訃聞上提及兩名侄男王家驊、王家麟，亦令人懷疑他們就是「神秘受益人」。實際上，刊登訃聞者應為王禮泉及龔如心的三名弟妹。

- 4月17日下午，於香港殯儀館設靈。

- 4月18日上午出殯，遺體於歌連臣角火葬場火化。《壹週刊》刊登了從龔如心生前一名印度籍大律師高至理（Ramesh K. Sujanani）手上所得，一份於2002年以中文寫成的遺囑副本，亦即前段所述的《2002年遺囑》。[30]

- 4月19日，多份報章報導了《2006年遺囑》及有關陳振聰的內容[31][32][33]。下午，華懋慈善基金有限公司向香港高等法院遺產承辦處辦理知會備忘，要求任何人在申領龔如心遺產前要先知會該基金。[34][35]

- 4月20日，陳振聰透過律師麥至理在報章刊登通告，指在《2006年遺囑》中，龔如心表明遺贈所有遺產予陳振聰；下午由麥至理作代表召開記者會，稱陳振聰是遺產的唯一受益人，他將會繼續尊重龔如心生前處理生意業務和個人事務的價值觀，並會對由她的一個慈善基金繼續提供協助，但未有詳細解釋會否履行她捐出遺產行善的意願，陳振聰亦未有現身於記者會。麥至理亦向記者派發一張龔如心與陳振聰攝於1990年代初期的合照[36]。據4月24日的報導，陳振聰於該日早上已向法院辦理知會備忘[37]；而據5月5日的報導，華懋慈善基金亦於該日入稟要求法庭宣布所持有《2002年遺囑》為龔如心真正的最後遺囑，並裁定陳振聰手上的《2006年遺囑》無效[38]。

- 4月24日，華懋慈善基金得到遺產承辦處簽發的入稟狀[39]，但並未即時送交陳振聰，被視為談判策略[38]。根據2009年3月24日的《東周刊》報導，當時基金與陳振聰雙方協定直至2007年10月18日為「休戰期」，互相不向對方採取行動，嘗試達成分配遺產的共識。[註 2][40]

- 4月25日，華懋慈善基金透過孖士打律師行發出聲明，指包括龔家成員在內的華懋慈善董事會，會致力維護龔如心遺願，而該願望在《2002年遺囑》已經表明，包括將遺產用於慈善用途。[39]

- 4月26日，傳出華懋慈善基金已去信律政司求助，律政司發言人以案件進入司法程序為由，拒絕作出評論。[41]香港中聯辦副主任李剛則對中國政府立場表示「無可奉告」。[42]

- 5月29日，華懋集團在龔如心身故後首次參與土地拍賣，並以7.8億港元投得屯門青山公路兩幅中低密度住宅用地，顯示集團運作如常。[43]

- 7月4日，龔如心家翁王廷歆委託咸頓金仕騰律師行作代表，向香港高等法院遺產承辦處辦理知會備忘。[44]

- 7月6日，香港律政司司長向遺產承辦處提交知會備忘。律政司發言人表示，根據《受託人條例》及《高等法院規則》，律政司司長為慈善事務守護者，故有需要登記知會備忘以履行此責任[45]。

- 8月9日，《東方日報》刊登了《2006年遺囑》副本。[46]

- 10月11日，《東方日報》報導龔如心胞妹龔中心曾兩次入稟新加坡高等法院，要求頒令新加坡竹腳婦幼醫院曾診治龔如心的三名醫生向基金提供醫療報告。龔中心在提交法院的文件中指出，2006年10月6日至10月11日，亦即《2006年遺囑》簽署前5天，龔如心最後一次在竹腳婦幼醫院醫院接受癌症化療，當時她「記憶有困難，曾投訴指腦裏一片空白」，「她確實知道那是她生命的最後階段」。陳振聰一方回應指早已知悉上述情況，但並不認為對遺囑的有效性構成任何影響。[22]

- 10月17日，雙方在在香港進行調解會，出席者包括陳振聰及基金的五名董事，龔仁心、龔中心、龔因心、梁榮江和陳鑑波；負責調解的，是英國上訴庭退休大法官Roger Buckley，和另一名英國資深律師John Fordham。然而下午律政司向基金代表以嚴厲的措辭表示因為遺產涉及慈善基金，任何和解協議都必須得到律政司司長同意和法庭批准，令基金改變態度。[註 2][40]

- 10月22日，陳振聰因在與華懋慈善基金談判期間，基金一直未有展示《2002年遺囑》，加上外界關注基金的資產及其運作，故致函律政司要求其以慈善基金守護人的身份介入。陳振聰亦指雖然他認為自己手上的《2006年遺囑》，可以取代《2002年遺囑》，但一直強調自己可以捐助華懋基金。[47]

- 10月24日，《蘋果日報》報導華懋慈善基金已申請修改入稟狀，除陳振聰外，分別把律政司司長和王廷歆列為答辯人[48]。而該日基金亦分別向三者派發入稟狀，各答辯人須於14天內提出抗辯，否則華懋慈善基金可以即時要求法庭判其勝訴。[49]

- 10月30日，陳振聰透過律師麥至理向法庭申請委任遺產管理人，在雙方訴訟期間點算及保護龔如心的遺產。陳亦安排「傳話人」發表聲明，表示對華懋集團近日的運作感到非常擔心，害怕龔如心的資產會被蠶食。[50]

- 11月19日，高等法院原訟法庭首次聆訊案件，由法官張舉能審理，案件編號HCAP8/07；雖然只是15分鐘的指示聆訊，仍引來數十家各地傳媒採訪。該次聆訊則由陳振聰提出，目的是要求法庭就委任遺產管理人一事給予指示，代表他的資深大律師麥高義（Gerard McCoy）在法庭上首次證實訴訟雙方曾展開和談，但談不攏，故希望委任管理人，而代表基金一方的英國御用大律師Mark Strachan亦不反對。另外，陳振聰一方亦指王廷歆無資格申請知會備忘，申請撤銷王廷歆的訴訟身份；律政司司長的代表亦質疑其是否適當被加入訴訟，但法官希望律政司司長在下次開庭時能表明將擔當甚麼角色。陳振聰一方亦關注龔如心的家人同時擔任華懋慈善基金和華懋集團董事，有利益衝突之嫌，但法官指這並非遺產法庭的範疇。最後，法官將案押後至12月10日；而基金一方則須於14天內呈交誓章，交代基金對委任管理人的立場、人選及委任條款等事宜。[51]

- 12月10日，在律政司司長支持，基金及王廷歆沒有反對下，張舉能法官應陳振聰申請頒令委任遺產管理人[判案書 2]，管理人為德勤·關黃陳方會計師行合夥人勞建青及黎嘉恩。另外，代表律政司司長的資深大律師何沛謙指現階段不會採積極角色，但會密切留意事態發展。[52][53]

- 12月12日，華懋慈善基金發出申索陳述書，詳列訴訟理據，要求確認《2002年遺囑》有效。陳振聰一方需在14天內提出抗辯及反申索。[54][55]

- 12月14日，陳振聰發出抗辯書並提出反申索，要求確認《2006年遺囑》是龔如心最後一份遺囑；基金一方需在14天內對反申索提出抗辯，[56][57] 但因適逄聖誕節及新年假期，雙方同意延期至2008年1月14日。[58]

#### 2008年，上半年
- 1月16日，由於陳振聰一方拒絕基金一方再次延期提交抗辯書，基金一方向高等法院提出申請，聆案官黃健棠批准延期至1月25日，但基金須向陳振聰支付港幣2000元訟費。另外，基金亦需要要在1月25日或以前回覆王廷歆提出的反申索。[58]

- 1月30日，由於基方一方要求再寬限28天而遭陳振聰反對，法院再開庭審理。基金一方首次在庭上披露龔如心訂立《2006年遺囑》時神志不清，需要在狀書中詳細交代，加上證人之一的基金董事不在香港，故申請押後28天。聆案官最終下令基金最遲於2月22日書面回應陳振聰及王廷歆，並要支付港幣3000元訟費給陳振聰，希望基金不要再第三度申請延期，而法庭亦不會輕易批准再延期。[59]

- 2月15日，由於陳振聰一方申請將全部審前申請，由聆案官改為交由原訟法庭法官處理，法庭為此再開庭審理。代表陳振聰的資深大律師夏利士（Jonathan Harris）在庭上指，華懋慈善基金沒有設法將案件盡快解決，加上當時香港經濟及樓市波動令人關注，故陳振聰希望速戰速決；而龔如心去世已10個月，基金有充裕時間準備狀書，卻仍未能說出為何反對訴訟，故提出今次申請。基金一方則指陳振聰的建議有違司法機構頒發的實務指引，並質疑會因此增加訴訟費和法官工作量。法官張舉能認為，陳振聰的申請可免卻上訴的花費及時間，而本案非比尋常，雙方日後的爭論將會很複雜，法官愈早接手處理愈好，亦相信不會加重工作量，故接納申請[判案書 3]。在庭外，基金代表律師喬柏仁（Brian William Gilchrist）表示有信心可趕及限期前完成狀書；而代表陳振聰的律師麥至理則表示陳振聰希望盡快解決案件，今次的申請正好反映他的決心，但至今仍對雙方能達成和解抱有希望。[60]

- 2月22日，基金一方在限期前最後一天回應陳振聰及王延歆的反申索。狀書逾80頁，指《2002年遺囑》才是龔如心的最後遺囑，要求陳振聰必須證明《2006年遺囑》是龔如心在神志清醒而又完全明白有關內容下，合法地簽訂，而且陳振聰作為風水師，亦要證明自己並無對龔作出不適當影響，誘使她簽訂遺囑。陳振聰代表律師麥至理則指當中的內容不會影響他們對官司勝算的信心。[61][62]

- 3月18日，蔡克剛律師行入稟高等法院，申請查閱案件文件；蔡克剛律師行表示其代表案中的其中一方，按指示要查閱文件，但基於客人的私隱問題拒絕透露誰是當事人。接近陳振聰的消息人士則指出，該律師行代表龔如心的遺產管理人，即德勤·關黃陳方會計師行合伙人黎嘉恩和勞建青。

- 4月5日，龔家和華懋集團為龔如心逝世一周年舉辦大型追思會，在荃灣如心廣場如心海景酒店內筵開超過50席。

- 5月6日，案件在高等法院提訊，商議審訊日期。法庭預計審訊需時兩個月，另需時兩個月撰寫判詞。法庭最終決定押後至5月23日，讓各方先自行商討，再訂出審訊日期。[63][64]

- 5月21日，基金去信遺產管理人，表示希望捐款1500萬港元賑濟四川汶川大地震災民，管理人需徵求訴訟各方同意。[65]

- 5月23日，法庭進行指示聆訊，代表遺產管理人的大律師許偉強提出捐款賑災問題，代表陳振聰的資深大律師夏利士贊成，並建議以龔如心名義捐款，而王延歆一方亦表示贊成。唯仍需得到律政司司長同意。法院則安排於5月28日開庭聆訊，為案件定出審期。[65][66]

- 5月28日，法庭進行聆訊以定出審期。陳振聰一方希望2009年2月開審，而代表王廷歆的律師林文惠亦支持2月開審，因王廷歆已年屆97歲，受老人病痛之苦，加上落敗者會上訴，拖延審訊極不公平。而基金一方因希望聘用曾協助龔如心在王德輝遺產案中反敗為勝的英國御用大律師Geoffrey Vos及香港資深大律師余若海，以及大律師高致理，為遷就他們的時間，要求在2009年5月開審；代表陳振聰的資深大律師夏利士便反駁指他本人在2009年5月另有事情，分身乏術，而即使是陳振聰擬聘的大律師亦不是每位都在2月有空檔。另外，陳振聰一方透露，除醫學專家外，還會有風水專家證人。最後，法官張舉能基於王廷歆年邁，將案件暫定在2009年2月16日開審，並預留8星期時間，但實際的開審日期仍要到2008年10月雙方交換所有文件後始能作實；法官亦頒令要求訴訟各方需在28天內通知其它三方有關傳召哪類專家證供。[判案書 4] 基金一方為此需要臨陣易帥，重組大律師的陣容；另外，基金代表律師喬柏仁透露，已落實從遺產中以龔如心名義捐出1500萬港元四川地震災民。[67][68]

#### 2008年，下半年
- 9月5日，法庭再度進行聆訊。陳振聰一方指出，《2006年遺囑》的兩名見證人，包括華懋集團售樓部經理吳崇武及梁錦濤關學林律師行合夥人律師王永祥，均拒絕就本案作證，故向法院提出申請傳召兩人作證；但兩見證人均透過律師向法庭表示不欲出庭作證，因此法官先押後案件，讓各方向法庭存入證據，留待法庭決定是否須強制傳召兩人。另一方面，陳振聰一方又要求法庭向新加坡的法院發出請求信（Letter of Request），要求代為向一名人士徵取證供，但未有交代該名證人的身分及希望索取資料的範疇，只表示有關資料非涉及醫學，而是一些對陳振聰一方有利的事實證供；法官最後押後其申請，先讓雙方交換證據後處理。[69][70][71]

- 9月21日，報章報導龔如心生前好友趙世曾在無綫收費電視《志雲飯局》節目內的訪問內容，提及陳振聰曾要求他當中間人向龔家傳話，看看有否和解餘地；在趙世曾介入前，兩方其實已在律師陪同下見過面，但根本就談不攏；稍後趙花了數個月傳聲，仍未能成事。趙說陳龔雙方其實同意遺產應有多少用作慈善用途，但實際上多少用到慈善上、餘下多少分配予雙方等，均不能得到基本共識。

- 10月2日，法庭繼續聆訊有關見證人作證及向新加坡法院發出請求書的問題，由林文瀚接替張舉能出任主審法官。陳振聰一方透露已在一星期前收到兩名《2006年遺囑》見證人的書面供詞，因此撤回早前要求強制作證的申請。代表陳振聰的資深大律師夏利士指二人早於龔如心去世後幾日便寫了證人供詞，卻一直沒有交出，又形容二人就遺囑所說的，是精心策劃的把戲（elaborate charade），並特別斥責王永祥，指他竟說不確定發生何事，實情他是心知肚明。另外，陳振聰一方曾要求向新加坡某機構一名人士取證，惟該機構以保密為由拒絕，法官遂頒令向新加坡法庭發出請求書，請求協助向該人取證。而陳振聰要求基金一方披露龔如心醫療報告等文件，則定於11月10日再審理。[72][73]

- 11月10日，法院進行整日聆訊近四小時，處理了多項問題。[74][75][76][77]
  - 代表基金的御用大律師Geoffrey Vos首度在庭上指出，《2006年遺囑》實際只有風水用途，是龔如心在身患末期癌症期間受到陳振聰誤導，指立一份「風水遺囑」把遺產留給陳振聰便可長命百歲，因此龔如心的目的只是延長壽命，根本無意留下遺產給陳振聰；Vos甚至懷疑陳振聰有參與預備該遺囑，並正調查是由那一部打字機打印。對此，陳振聰一方堅決否認。雙方均打算傳召風水師作供，唯法官對此有所質疑，認為法庭並非講風水的地方。
  - 關於《2006年遺囑》的兩名見證人，他們均聲稱懷疑沒有簽署該遺囑，亦無在對方在場時簽署，不明白簽名何以出現在遺囑之上，故陳振聰要求法庭頒令兩人交出簽名樣本做筆迹化驗，最後他們同意各自交出了12個簽名樣本。訴訟雙方均已在英國聘用筆迹專家以檢查遺囑簽名，陳振聰一方是Audrey Giles，而基金一方則是Robert Radley。
  - 因雙方臨時決定引入筆迹專家證供，暫定改為2009年4月14日開審，訴訟各方皆不反對。
  - 基金一方已把兩名新加坡醫生的報告交予陳振聰一方，法官下令雙方提供補充文件清單。
  - 陳振聰一方希望向基金索取遺囑見證人的筆記書信及會客紀錄，遭基金反對，押後至11月14日處理。
  - 法庭將到新加坡進行取證，以方便三名不願到香港作證的證人。
  - 法官同意基金一方建議，把案件分成兩部分審理，先決定哪一份遺囑有效，然後才解釋有效遺囑的內容。因王廷歆聲稱不論哪一方勝訴皆有資格獲分遺產，該部份將留待確定哪份遺囑有效後才處理。

- 11月14日，法庭再度進行聆訊[78][79][80][81]
  - 代表陳振聰的資深大律師陳景生，首次在庭上指陳振聰與龔如心有長達14年的戀情，否認龔如心訂立《2006年遺囑》是受到陳振聰誤導，並指當時陳振聰並不知道立遺囑這事情；更說他們曾多次在午夜聚會，基金一方所指的那些談論風水的會面，其實是情人的約會。
  - 案件定於2009年4月27日開審，為期九星期，包括有一星期到新加坡向三名證人取證，包括竹腳婦幼醫院兩名醫生及高盛一名職員。
  - 《2006年遺囑》正本將由陳振聰的律師親自送到英國，交給陳振聰聘請的筆迹專家作為期10天的驗證；出發前會先為遺囑拍照，即使發生意外仍可有官方紀錄。陳振聰的筆迹專家將親自把遺囑轉交基金的筆迹專家驗證，最後由陳振聰的律師親自護送返回香港，再交回法院保管。
  - 陳振聰一方雖已從基金一方取得兩名《2006年遺囑》見證人的供詞，但要求提供更多有關資料，包括副本、草稿、譯本、筆記、會客紀錄、書信等。但基金一方認為這些文件均受法律專業特權保障，拒絕要求。法官認為涉及重大法律觀點，押後判決。
- 11月28日，再度進行指示聆訊[23][82]
  - 訴訟雙方皆申請傳票，要求養和醫院及其院長李維達交出龔如心由2006年10月16日至2007年4月3日的病歷，獲得法庭接納。代表基金的律師喬柏仁在庭外稱，龔如心於2006年10月16日起入住養和醫院，而《2006年遺囑》亦是在同一天訂立，惟不肯透露遺囑是在入院前還是入院後所訂立的。
  - 兩名《2006年遺囑》見證人已交出簽名樣本，遺囑正本將被送往英國進行筆迹鑑證。

- 12月15日，再度進行指示聆訊。養和醫院委派負責處理醫療紀錄的職員呈交了逾千頁的醫療紀錄副本。另外，陳振聰所要求有關《2006年遺囑》見證人的供詞的資料，包括副本、草稿、譯本、筆記、會客紀錄、書信等，法官林文瀚裁定部份要求侵犯了法律專業保密特權，故僅要求基金一方呈交誓章，交代是否有其他記載簽署及見證立遺囑事宜的草稿、會面紀錄等。[判案書 5][83][84]

#### 2009年，1月至2月
- 1月22日，王廷歆入稟高等法院，要求從龔如心的遺產中撥款支付他的律師費，被告包括華懋慈善基金、陳振聰、律政司司長，及兩名遺產管理人勞建青及黎嘉恩，案件編號HCMP132/2009，暫定在3月4日由法官朱芬齡處理。陳振聰的律師麥至理表示不反對王的申請，而基金的代表律師則表示難以估計律師費用，要先看申請內容再作決定。[85]

- 2月2日，華懋慈善基金向公司註冊處提交文件，把王德輝剔出董事名單。[86]

- 2月10日，在倫敦證券交易所的另類投資市場上市的宏霸數碼（LSE： RCG），在香港交易所掛牌上市（港交所：0802）。宏霸數碼於1999年成立，2004年7月在倫敦上市。龔如心在逝世前四天動用約4.7億港元增持宏霸至27.6%成為最大股東，而陳振聰家族則為第二大股東。

- 2月11日，《東方日報》報導，陳振聰疑在華懋集團物業佈下多個「種生機」風水洞，不但遍佈香港多個地點，甚至在河南省也存在風水洞；洞中找到古錢及玉環等風水物。龔仁心向記者證實，正進行工程，拆除陳振聰在華懋集團物業內設下的風水陣，是因為律師要證明陳振聰究竟是否風水師，但他不清楚這是否對官司有幫助，亦不知道發掘了甚麼。[87][88]

- 2月11日，由王德輝遺產案開始便代表龔如心及龔家長達十年時間的律師喬柏仁被華懋慈善基金撒換，改聘高露雲律師行的律師何文基。[89]

- 2月13日，進行審前覆核程序[89][90]
  - 陳振聰首次親自出席聆訊。在法庭外，他指宏霸數碼在香港上市是他與龔如心的共同心願。
  - 訴訟雙方原本應已交換專家報告，但基金一方卻仍未能交出，代表基金的御用大律師Geoffrey Vos解釋是因為基金沒有足夠資金聘請專家準備報告，但有理由相信可在短期內會有足夠資金，並可於6星期內完成報告；而更換代表律師行亦影響了進度。代表陳振聰的英國御用大律師Ian Mill首次聽到基金一方有財政問題，指基金一方一拖再拖是可恥、不負責任和不坦白。法官更詢問律政司司長一方，會否因為基金財困而更積極參與訴訟；代表律政司司長的資深大律師何沛謙指基金的財政問題涉及公眾利益，律政司會密切留意事情發展，但暫時不會作任何決定。
  - 最後，法官最後下令基金一方2月23日交代資金狀況，3月6日交換專家報告，3月30日再進行審前覆核，審期仍定為4月27日。

- 2月14日，陳振聰向《蘋果日報》提供照片，照片為一隻杯子，印有龔如心和陳振聰的合照，二人身穿相同服裝，記者推斷是在1990年代，在1994年後拍攝的；而杯子另一面則印有12大9小的心型圖案。記者形容這是二人的「定情信物」。[91] 同日《明報》報導，根據公司註冊處文件，基金截至2007年出現878.3萬港元赤字，單是2007年的訴訟開支已逾1768萬港元，但同年基金獲得一筆1500萬港元指定是用作遺囑案訴訟的無抵押貸款，沒有還款日期，甚至讓基金主持人決定是否還款、何時還款及還款方式，但報告沒有透露借貸人身分。

- 2月16日，龔如心名下參明有限公司（Chime Corporation Limited）以每股1.2港元的價格，向香港資源（港交所：2882）的主席兼大股東黃英豪購入了1億股優先股股份，共值1.2億港元，成為香港資源策略投資者，但不會派員進入董事會。[92]

- 2月20日，對於參明入股香港資源，陳振聰代表律師麥至理臨時通知會見記者，指陳振聰事前毫不知情，只是從傳媒報道得知該宗交易，不會評論事件，亦不評論是否對交易感到不滿，但希望遺產管理人提高透明度。另外，陳振聰一方亦表示，不相信有富豪在財政上支持基金，「因為此舉是十分愚蠢無知的，日後需要承擔很嚴重的法律後果。」他亦不認同龔如心的弟妹在該事件上毫無私人的說法。龔家中人則回應稱，只要捐助者不設條件，向基金捐款就不涉及法律問題，亦承認最近確有多名富豪表示有意提供無條件資助。[93][94]

- 2月23日，案件再度開庭預審，原定由基金一方解釋其財政狀況，但基金的律師何文基已呈交誓章，表示有足夠資金。代表基金一方的御用大律師Geoffrey Vos被撤換，改聘曾在王德輝遺產案中代表龔如心的資深大律師張健利。但由於在2月11日撤換律師行後，仍未向前律師行清繳3000萬港元的費用，不能取回訴訟文件，並由於需時讓新律師團為複雜的案情作準備，故華懋基金要求將審期押後一至兩個月，讓新律師團有時間充份準備。陳振聰一方回應指並不希望開審日期拖延太久，但仍願意延遲兩星期，而王廷歆一方亦表示由於王廷歆已年老，他們接受稍為推遲，但希望案件能盡快開審。律政司一方則認為，法庭在決定開審日期上需要顧及公眾利益，因應實際需要而作決定。最後法官押後至2月25日審理有關申請。[95][96]

- 2月25日，再次進行指示聆訊，審理押後審期的申請，陳振聰親臨法庭旁聽。[97][98]
  - 基金一方的新代表律師行剛收到50箱來自前律師行的文件，加上案情複雜，即使打算聘用四名大律師，包括一名專攻刑事法的資深大律師，仍希望審期由4月27日押後至6月底。律政司一方亦認為基金作為慈善機構，應獲足夠時間預備審訊，若律政司需要接替基金作訴訟，亦需要六個月的時間作準備。陳振聰一方強烈反對，恐怕遺產管理人費用不斷累積，即使勝訴亦受害，只接受延遲兩星期至5月11日。最終過，法官林文瀚仍決定在5月11日開審。
  - 陳振聰的資深大律師夏利士表示，案件推遲開審估計令陳振聰浪費337萬港元律師費，以及增加了110萬港元的遺產管理費，要求法官下令基金在3月18日前把該兩筆款項繳付給高等法院作保證金，以免基金一旦敗訴後無力支付。但律政司一方指，若案件是因為立遺囑者引起以及興訟有理，訟費應由遺產中扣除。法官決定於3月12日審理訟費和保證金申請。
  - 基金一方的前代表律師喬柏仁出庭應訊，透露了龔如心在臨終前仍未付清王德輝的遺產稅，所以至死仍未取得王德輝的遺產承辦書。喬柏仁在庭外指因為未能繼續代表基金而感到可惜，並認為基金最終會勝訴，亦指基金已付清3000萬港元的律師費。
  - 陳振聰在庭外表示希望訴訟能夠和解，節省時間，只要大家放下成見和個人利益，和解對他來說並沒有框架和底線。

#### 2009年，3月至5月案件開審前
- 3月4日，王廷歆申請從龔如心遺產支付其訴訟費的訴訟，在高等法院首度開庭審理；在閉門聆訊後，案件押後至4月17日再聆訊。基金一方和陳振聰一方均對此保持中立。[99][100]

- 3月6日，基金代表律師何文基證實基金聘用五名大律師，包括資深大律師張健利、駱應淦、余若海，及大律師陳肇基、馬嘉駿。其中駱應淦擅於刑事案。

- 3月12日，案件再進行預審。[101][102]
  - 基金一方的資深大律師張健利稱，在《2006年遺囑》上兩名見證人王永祥及吳崇武所見證簽署的，並不是陳振聰要求法庭確認的《2006年遺囑》，而是一份送贈產業的文件，用詞有別於陳振聰所持的《2006年遺囑》。基金一方將在3月30日的預審中申請修改狀書，在日後爭拗此事。代表陳振聰的律師麥至理不願評論此事。
  - 法官於2月13日決定雙方應在3月6日交換專家報告，雙方已協議延遲至4月3日才交換筆迹專家報告，但基金一方仍希望延至3月27日才交換其它專家報告。陳振聰一方以不夠時間作準備為由提出反對，恐怕對盤問證人造成不利。法官林文瀚最終同意申請，但規定逾期不納，以免影響5月的審期。

- 3月13日，曾任律師的馬沛東以「捍衞人格尊嚴協會」名義申請介入訴訟，理由案件涉及慈善及公眾利益，律政司與訴訟一方勾結，要代公眾發聲。申請由法官林文瀚開庭審理，訴訟各方皆沒有出席。[103]

- 3月19日，法官林文瀚頒判案書，認為馬沛東對法律有很多誤解，介入訴訟是為了推銷其政治理念，無論如何他都都不會是遺產受益人和遺囑執行人；律政司已恰當地維護案中涉及的公眾利益，馬沛東對律政司的指控並無根據。讓他加入這場訴訟不但毫無幫助，反而會拖長審訊時間和增加訟費，故駁回其申請。[判案書 6][104]

- 3月20日，《明報》獨家報導了一份由龔家及基金一方在2007年7月下旬，通過孖士打律師行向陳振聰一方的代表律師提出了的和解建議。根據在《明報》3月22日刊登的原文，主要內容包括：

1. 陳振聰須向基金歸還龔如心生前分多次給他的巨額金錢餽贈，《明報》稱估計共約26.8億港元；
2. 向龔如心的直系親屬每人支付不少於1億美元；
3. 向她的忠實僱員、在王德輝遺產訴訟一直協助她對抗王廷歆和商業罪案調查科的人，以及其他值得分得款項的人支付款項，款額以他們與龔如心的關係決定；
4. 向王廷歆及其家人支付和解款項以換取他們放棄申索，徹底解決他們和龔如心遺產的關係；
5. 向其他可能對遺產提出法律申索的人支付和解款項；
6. 支付王德輝及龔如心的遺產稅、遺產承辦及管理費用，以及訴訟費用等；
7. 上述各項支出估計不超過50億港元，佔遺產估值500億港元的10%，餘下的90%遺產，基金獲得65%，陳振聰獲得35%；
8. 文中表示陳振聰一方在較早時間已向基金一方發出兩封信件，但這兩封信件沒有被公開。

《明報》指，在2007年10月正當雙方準備進行調解程序，律政司得悉該構思後迅速回覆，以強烈措辭指事件涉及慈善基金，任何和解協議都必須得到律政司司長同意及法庭批准。雙方均理解為，律政司司長認為分配與保護慈善基金的利益有衝突，為此陳振聰一方聯絡律政司澄清立場，得知律政司並非原則上反對和解談判，律政司亦暫時無意接管訴訟；陳振聰一方為博取律政司司長不反對而成功和解，表明基金所得的款項將超過遺產的一半，並按龔如心生前意願，捐贈100億港元給香港中文大學醫學院取得冠名權；另外，把原構思中包括的僱員和律師等人剔除，只分配予龔家和王家的親屬，數額約數十港億元。但龔家和基金一方則因為律政司的回覆立即對調解改變態度，以致調解無疾而終。
- 3月21日，由於《明報》在3月20日把和解建議曝光，各報章皆訪問訴訟各方並作出報道。律政司以案件進入了司法程序為由拒絕回應。陳振聰的代表律師麥至理不肯回應有關傳聞，但對傳聞內容感到失望及憤怒。至於被指提出和解的基金一方，其董事之一龔仁心在3月20日接受了《東方日報》獨家專訪，指陳振聰在2007年確有請英國人接觸他進行仲裁，但那是保密的，任何人都不可以洩露，亦不是和解建議。但那時候的接觸並無結果，因為龔仁心以一句「You Out！零雞蛋，一毫子都攞唔到！」（你走！零雞蛋，一毛錢都得不到！）回絕，指自己永遠不會向陳振聰妥協。他又否認聽過明報所載的分錢條件，例如他們三弟妹每人可獲不少於一億美元；他憤稱陳振聰沒有資格向他分錢，如果他私下收了錢，一生人的的顏面何存。除非陳振聰所得到的是「零」，才會讓他光榮下台，並在鏡頭前作出「零」的手勢《東方日報》照片 （页面存档备份，存于）。訪問中，龔仁心亦指假如兩分遺囑皆不成立，他90多歲的母親便是遺產的唯一繼承人，因此他母親亦有權爭產；但她並不會這樣做，因為她亦認為這遺產是屬於慈善基金的。他指龔如心只向他介紹陳振聰為一名風水先生，從沒聽過她跟陳振聰有親密關係，而那些二人合照他亦是在報章上第一次見到。另外，《明報》及《東方日報》皆報導基金一方在英國鑑證遺囑時有重大新發現，對基金一方非常有利。[105][106][107]

- 3月22日，《明報》刊登了和解建議原件。《明報》主筆劉進圖撰文解釋，縱使有關文件受法律特權保護而不應公開，但事件涉及重大公眾利益，而在保密信函中提及龔如心的弟妺及華懋的老臣子皆能從遺產中分佔以億元計的巨款，甚至就連曾經協助龔如心打爭產官司的律師團隊，亦即包括發出這封函件的律師喬柏仁和收件人律師麥至理，都可以分一杯羹，是「赤裸裸的貪婪，以及律師為了一己私利而罔顧客戶利益的舉措」，因此明報以「凌駕性的公眾利益」為理由把函件內容公開。而龔仁心在《東方日報》作出高調否認，《明報》為了維護公信力，以及向公眾交代真相，避免公眾受蒙騙或誤導，故有責任在不妨礙法庭審訊的大前提下，把函件的原件公開。

- 3月24日，針對《明報》把基金提出的和解建議曝光，《東周刊》訪問了訴訟雙方的人士並作了封面故事報導。[40] 要點包括：

1. 基金一方在2007年4月24入稟法庭後，隨即與陳振聰協定直至10月18日為「休戰期」，互相不向對方採取行動，嘗試達成分配遺產的共識。
2. 雙方在10月17日在香港進行調解會，出席者包括陳振聰及基金的五名董事，龔仁心、龔中心、龔因心、梁榮江和陳鑑波；負責調解的，是英國上訴庭退休大法官Roger Buckley，和另一名英國資深律師John Fordham。然而當天下午律政司向基金代表以嚴厲的措辭表示因為遺產涉及慈善基金，任何和解協議都必須得到律政司司長同意和法庭批准，令基金改變態度。
3. 基金一方的人士向《東周刊》解釋，當年陳振聰出現令他們措手不及，但基金的財政情況遠不如陳振聰，提出和解條件其實是緩兵之計，令陳振聰以為有希望，藉此爭取時間籌集資金。後來律政司介入，加上得到捐款支持，基金一方便表明不再考慮和解。基金一方認為陳振聰是受到金融海嘯影響，急於和解，才抖出2007年的舊事。
4. 陳振聰曾經提出過多項捐款建議，除了以100億港元捐予中文大學醫學院並冠名為「龔如心醫學院」，還包括私人捐獻50億港元予四川地震的災後重建、捐款約1000萬港元資助芝加哥大學商學院校園遷移至香港的計劃並命名為「Nina Wang Campus」，以及捐款給香港大學。

另外，《星島日報》報導了龔仁心的訪問，表示他早前否認有和解方案是因為他要嚴格導守雙方的保密協議。但他強調他的態度由始至終都沒有改變，除非陳振聰一分錢都分不到，他才會接受和解。他至對方並沒有公開所有和談文件，亦沒有提及是誰先提出和談，這種做法是想令社會覺得他同樣想分錢，把他由由道德高地拉下來。
- 3月30日，再次進行預審。[109][110][111]
  - 基金一方原本打算在該天申請修改狀書，現決定等候交換專家報告後才提出申請。
  - 基金一方在3月25日收到筆迹專家Robert Radley的報告，已放進一個密封信封呈交給法官，但法官指現階段不會開封。訴訟另外三方均未收到該份報告。
  - 代表陳振聰一方的御用大律師Ian Mill指他們的筆迹專家Audrey Giles最早要在4月9日才能完成報告，向法官申請先看基金一方的報告被拒。
  - 代表基金一方律師何文基透露基於筆迹專家報告及兩名遺囑見證人的口供，基金一方認為《2006年遺囑》是偽造的，故會向法庭申請修改狀書；但龔家、基金、及華懋集團職員均沒有人為此報警。陳振聰一方對偽造指控斷然否則，律政司則拒絕評論。
  - 代表王廷歆的資深大律師莫樹聯指出，法庭若裁定《2006年遺囑》有效，在解釋當中「我的家人及所愛的人」，應參照《2002年遺囑》內提及的人士，即王德輝的父母弟妹、及華懋集團的職員及其子女。
  - 基金一方申請加入曾任龔如心首席秘書區燕玲的證供，她的日誌可以證明在龔如心《2006年遺囑》簽署前的周末缺席了一個實地視察的行程，能反映龔如心當時是否有立遺囑的能力。陳振聰一方要求索閱該日誌，將於4月3日處理。
  - 基金一方亦申請把該方證人名單上的第26號證人匿名，陳振聰一方則必需要披露身份才可傳召。法官林文瀚指出，不明白該證人為何擔心人身安全，若基金一方在4月3日前決定要傳召該證人，便需要提供其姓名地址及補充他的證人口供。
- 4月1日，《東方日報》引述新加坡《海峽時報》報導，當地法庭已批准由陳振聰一方提出，到新加坡向3名證人取證的申請，但取證時間仍未確定。[112]

- 4月2日，龔如心逝世兩周年前夕，陳振聰透過發言人表示他過去十多年與龔如心建立了深厚親密的關係，現在仍十分掛念及想念她，並指二人的關係一直都是低調隱密。他希望龔如心的遺願能被認定及得到尊重。[113][114]

- 4月3日，龔如心逝世兩周年。各報章報導陳振聰在昨天的聲明，《東方日報》亦報導了龔仁心的訪問，既不承認陳振聰與龔如心的戀人關係，亦無懼龔如心的私隱曝光，因為她願意把全部財產回饋社會，已經是很光榮的事。而龔仁心的死忌，家人會以私人儀式悼念。[113] 另一方面，案件再次進行預審。[115][116][117]
  - 該天原定是雙方交換筆迹專家報告的限期，但陳振聰一方不會傳召筆迹專家Audrey Giles的證據，而基金一方則已把筆迹專家Robert Radley的報告交給陳振聰一方及律政司一方。基金一方的代表律師何文基表示有少許詫異，指從沒看過陳振聰一方之筆迹專家報告，亦拒絕猜測該專家的意見是否對陳振聰不利。當陳振聰一方的代表律師麥至理被記者問及是否放棄官司，他回應當然不是。
  - 基金一方仍未決定是否傳召其證人名單上匿名的第26號證人。
  - 基金及陳振聰分別希望傳召司徒法正及余若愚作為風水專家證人。法官林文瀚認為法庭是講法律的地方，而不是審風水的地方，難就誰對誰錯下定論。

- 4月6日，基金一方決定放棄傳召匿名的第26號證人。[118]

- 4月14日，案件再進行預審。[119][120]
  - 基金一方風水專家司徒法正的報告內容曝光，當中提到《2006年遺囑》是一份「風水遺囑」，應該要在儀式結束時焚毀。報告的總結稱：「若出現心術不正的法科風水師傅，採用偷龍轉鳳的方法，在做法事過程中保留不該留的資料，後果嚴重。」代表陳振聰一方的資深大律師陳景生表示，該報告暗指陳振聰詐騙，認為指控毫無根據，《2006年遺囑》亦不是風水遺囑，法庭不應接納報告。陳振聰一方的風水專家余若愚亦在報告中否認世上有「風水遺囑」。法官將在4月23日再考慮是否接受風水專家報告呈堂。
  - 法庭安排於6月22日到新加坡取證，預料需時一星期。而龔如心在美國的主診醫生Peter Viswanathan則會透過視像系統作供。
  - 基金一方希望在5月傳召遺囑見證人作供後，便安排筆迹專家接受盤問，但陳振聰一方希望在傳召醫學專家後，再以龔如心的病況盤問筆迹專家，故希望7月才傳召筆迹專家，最後法官決定5月18日傳召筆迹專家作供。另外，陳景生透露陳振聰一方並未放棄聘用筆迹專家，法官則指若有筆迹專家便應盡早披露。

- 4月17日，有關王廷歆申請從遺產中扣除他的訟費再度進行閉門審訊。王廷歆及臨時遺產管理人的代表在庭上陳詞，而4月22日則由基金一方及律政司司長一方作陳詞。[121][122]

- 4月21日，陳振聰在澳門出席宏霸數碼的股東周年大會，向記者否認自己是風水師，聲稱不懂風水，不懂看羅庚，也不懂「種生基」，從前教風水和看風水只參照他父親陳汝楠的一本風水書。[123]

- 4月22日，有關王廷歆申請訟費再度進行閉門審訊，法官朱芬齡押後至4月27日判決。[124]

- 4月23日，《東方日報》報導基金一方已經報警，要求就懷疑有人偽造遺囑展開調查；《蘋果日報》則指基金一方將在短期內報警，但商業罪案調查科[[已成立一個由主管總警司所領導的專案小組跟進案件。警務處、律政司及陳振聰皆無評論。[125][126] 另一方面，案件於本日再度進行預審。[127][128]
  - 陳振聰一方提出其新聘請的澳洲筆迹專家Paul Westwood已檢驗《2006年遺囑》的掃描複印本，相信簽名是真的可能性很高，要求傳召作為專家證人。基金一方不滿陳振聰一方在收到其專家報告後再聘請另一位專家，亦指陳振聰一方從未解釋為何棄用Audrey Giles。代表陳振聰的御用大律師Ian Mill回應指法庭可就他們棄用Audrey Giles作出對不利的推斷，表示會呈交誓章向法庭交代。法庭將於4月30日處理申請，基金一方將從英國取回《2006年遺囑》正本讓陳振聰一方的專家檢驗及撰寫報告。
  - 有關風水專家報告，基金一方願意刪除有暗指陳振聰欺詐之嫌的段落，而陳振聰一方亦會刪去被指太武斷，指「龔如心雖然篤信風水，但不會相信風水遺囑」的一段。
  - Ian Mill向法官指基金一方已向警方舉報有人偽造遺囑，但代表基金一方的資深大律師張健利則澄清基金一方沒有報警。雖然Ian Mill隨即追問，但張健利沒有回答是誰報警。

- 4月24日，陳振聰一方向法庭呈交誓章，申請把《2006年遺囑》交由新聘的筆迹專家驗證。[129]

- 4月27日，法官朱芬齡就王廷歆申請訟費一事以閉門形式頒下判詞。另一方面，遺囑認證案再進行預審，代表基金一方的資深大律師張健利透露了陳振聰一方誓章的內容，指Audrey Giles認為《2006年遺囑》上龔如心及見證人王永祥的簽名皆屬偽冒，其中龔如心的簽名偽冒得非常好（very well executed simulation），而王永祥的簽名則為高質素的偽冒（high quality simulation），其意見比基金一方的筆迹專家Robert Radley更為有力，但沒有透露她對另一見證人吳崇武簽名的意見。基金一方的律師6已前往倫敦取回《2006年遺囑》及簽名樣本，法官決定容訴陳振聰一方的筆迹專家Paul Westwood作驗證，但是否接納傳召為新證人則會在4月30日處理。[130][131]

- 4月30日，案件再度開庭預審。[132][133]
  - 代表王廷歆的律師林文惠昨向法庭表示王廷歆退出有關遺囑真偽的爭辯。在庭外，林文惠指由於王廷歆只涉及現階段訴訟的很少部份，不值得花費太多資源參與其中。若《2006年遺囑》將來獲判有效，法庭要討論陳振聰的角色應是信託人、受益人、或只是遺產代表，王廷歆屆時會再參與訴訟；雖然閉門頒下的判詞內容不能公開，但王廷歆的決定與此沒有太大關係。
  - 對於更換筆迹專家一事，Ian Mill指目的是協助法庭理解《2006年遺囑》的真偽，基金一方的專家報告只提及遺囑上的簽名與其他簽名樣本的分別而沒提及任何相似之處，而Paul Westwood的意見卻提及相似及不同之處；陳振聰一方在棄用Audrey Giles後曾希望Paul Westwood的協助下，於審訊時盤問基金一方的筆迹專家Robert Radley，但法官於4月14日認為這做法不理想，他們才決定申請將其報告呈堂；而遺囑已送交澳洲悉尼檢驗，報告可於5月6日送返香港。代表基金一方的資深大律師余若海批評陳振聰一方是「明目張膽的選購專家」（blatant expert shopping），當發現Audrey Giles的意見不利便要她不用再撰寫報告，但事實上自4月3日表示棄用Audrey Giles後，直至4月17日仍繼續留用她，可能是為了說服她參考新聘專家的意見；Paul Westwood在看過基金一方的專家報告後，便可以逐點作出反擊，法庭不應容許傳召新專家。法官林文瀚表示要了解報告內容後才決定是否接納傳召新筆迹專家，5月8日再進行預審。
  - 以龔如心及王德輝的愛情史作為藍本的木偶劇《天長地久》（One Life One Love）晚上開始在華懋戲院公演十天。龔中心、龔因心、王禮泉、梁榮江、吳崇武等人皆有出席。[134]

- 5月7日，《蘋果日報》報導指收到匿名信件，信中指將為基金一方作證人的前香港立法局議員梁錦濠，於2007年龔如心病逝後不久獲華懋集團以101萬元低價出售大埔一幅約5000平方英呎的土地。《蘋果日報》引述華懋消息人士指與梁錦濠之間沒有任何協議，土地多年來被村民霸佔，梁錦濠只是協助與村民協商解決辦法，沒有任何得益或收取佣金。[135]

### 第三階段：原訟法庭審訊（2009年5月至2015年）
高等法院原訟法庭現正進行龔如心遺囑認證案的審訊，預計需要40個審訊日。隨著證人出庭作供，愈來愈多鮮為人知的秘密及細節被披露。
- 5月13日，陳振聰遺囑見證人，王永祥否認簽署呈堂的一份遺囑。
- 5月20日，証人香港立法局前議員梁錦濠作供，稱在1990年代介紹陳振聰識龔如心，因為陳振聰曾自稱知道王德輝下落，可以幫助龔尋找。梁又說龔如心稱呼陳振聰為Tony，梁就稱呼Tony為「哨牙通」。梁錦濠承認自己曾犯官非，陳振聰曾指使梁在15張白紙上簽名，說可作不時之需；陳振聰更說過認識前國務院副總理田紀雲，可以安排梁錦濠保釋。
- 6月3日，陳振聰帶同三名胞弟到法庭聽訊，澄清Charles Chan並非同父異母兄弟的傳聞。由於任職藥劑師的妹妹陳婉燕要上班，所以未能前來。結束了長達38天的審訊。案件將於兩個月後，由雙方律師作結案陳詞。
- 2010年2月2日，經過多個月聆訊後，高等裁定龔如心遺產全部屬華懋慈善基金所有，陳振聰敗訴。
- 2011年2月14日，高等法院上訴法庭三位法官昨一致裁定陳振聰敗訴，斥陳振聰一直不誠實地展開這宗爭產官司，是濫用法庭程序，下令他須支付懲罰性堂費。法官重申原審法官林文瀚裁定陳振聰持有的06年遺囑上，龔如心及見證人王永祥簽名屬虛假的定斷是正確的，而陳持有的〇六年遺囑是偽造。[136][137]
- 2011年10月24日，終審法院否決了陳振聰的上訴申請，歷時四年的遺產爭奪案正式完結。陳振聰隨後發表聲明，表示對裁決感到失望。華懋慈善基金理事會主席龔仁心則表示，「天地有正氣」是真理，並感謝市民、中央政府及特區政府他們的支持，同時希望日後不會再有任何人或事阻礙慈善基金運作。[138][139]
- 2015年5月18日，香港终审法院驳回陳振聰上诉，维持基金是龚如心巨额遗产的受托人地位[2]。

## 備註
1. ↑  雖然在編寫時已保證所有內容皆來自一個以至多個可查證來源，特別是經報章報導的法庭證供，但證供的可信性本身就是訴訟的爭論焦點，因此內容是否「事實」並沒有絕對保證。雖然法庭大部份時間是公開審訊，但並不代表所有證供都是公開的，例如在龔因心在2009年6月2日作供時看到由陳振聰一方提供的龔如心照片，便屬於這類證供。總括來說，內容是否「事實的全部」亦沒有任何保證。
2. 1 2 3 4 5  此事當時未有公開，而是在後來爭產過程中被披露，詳見有關參考資料。

### 判案書
以下列出所有屬於本案，且在 司法機構網頁 （页面存档备份，存于） 上公開的法庭判案書。
又参见上诉记录
1. ↑  .   [2015年4月29日]. （原始内容存档于2016年1月1日）.
2. ↑  華懋慈善基金有限公司訴陳振聰及另兩人。香港高等法院原訟法庭遺囑認證訴訟案編號2007年第8號（HCAP 8/2007）。聆訊日期2007年12月10日，判案書日期2007年12月10日。張舉能法官。（委任遺產管理人）
3. ↑  華懋慈善基金有限公司訴陳振聰及另兩人。香港高等法院原訟法庭遺囑認證訴訟案編號2007年第8號（HCAP 8/2007）。聆訊日期2008年2月15日，判案書日期2008年2月15日。張舉能法官。（由原訟法庭法官處理所有審前申請）
4. ↑  華懋慈善基金有限公司訴陳振聰及另兩人。香港高等法院原訟法庭遺囑認證訴訟案編號2007年第8號（HCAP 8/2007）。聆訊日期2008年5月28日，判案書日期2008年5月28日。張舉能法官。（暫定開審日期等）
5. ↑  華懋慈善基金有限公司訴陳振聰及另兩人。香港高等法院原訟法庭遺囑認證訴訟案編號2007年第8號（HCAP 8/2007）。聆訊日期2008年11月14日，判案書日期2008年12月15日。林文瀚法官。（華懋慈善基金一方需提交的資料）
6. ↑  華懋慈善基金有限公司訴陳振聰及另兩人。香港高等法院原訟法庭遺囑認證訴訟案編號2007年第8號（HCAP 8/2007）。聆訊日期2009年3月13日，判案書日期2009年3月19日。林文瀚法官。 （页面存档备份，存于）（拒絕捍衞人格尊嚴協會參與訴訟）

華懋慈善基金有限公司訴陳振聰及另兩人。香港高等法院上訴法庭雜項案件2009年第901號（HCMP901/2009）。判案書日期2009年5月18日。羅傑志副庭長。（駁回基金一方有關反對陳振聰一方改聘筆迹專家的上訴）
華懋慈善基金有限公司訴陳振聰及另一人。香港高等法院原訟法庭遺囑認證訴訟案編號2007年第8號（HCAP 8/2007）。聆訊日期2009年6月1日至3日，判案書日期2009年6月11日。林文瀚法官。（拒絕向華懋慈善基金一方給予傳召郭永贊為證人的許可）

### 報章及雜誌
1. ↑  龚如心遗产之争：法院判陈振聪伪造罪名成立 的存檔，存档日期2013-07-09.，亚太日报，2013年7月5日
2. 1 2  . 新安晚报. 2015年5月19日  [2015年5月19日]. （原始内容存档于2020年9月6日）.
3. 1 2 3  〈龔如心王廷歆爭產風波〉。《蘋果日報》。2000年6月19日。
4. ↑  〈翁媳各持「遺囑」上訴庭撤銷申請 王德輝「未死」王父未獲領「遺產」〉。《明報》。1999年1月15日。
5. ↑  〈高院准王父宣誓王德輝已死 龔如心料會提出上訴〉。《明報》。1999年9月23日。
6. ↑  〈龔如心百億計身家擬捐公益〉。《東方日報》。2001年7月29日。
7. ↑  〈龔如心擬立遺囑財產捐慈善用途〉。《明報》。2001年7月29日。
8. ↑  〈官指偽造亡夫遺囑　數十億遺產歸家翁 龔如心輸了〉。《蘋果日報》。2002年11月22日。
9. ↑  假遺囑案　商罪科正式行動 龔如心清晨被召警察總部助查
10. ↑  問話21小時　警護送離去龔如心被捕500萬元保釋
11. ↑  保釋期間再向家翁反擊 爭產敗訴龔如心正式上訴
12. ↑  聘唐明治求改判勝訴或重審 龔如心爭產上訴斥官七大錯
13. ↑  .   [2009-05-31]. （原始内容存档于2022-03-03）.
14. ↑  官質疑：若無辜應不怕出庭作供 偽造遺囑龔如心上訴駁回
15. ↑  爭產案龔如心准上訴終院
16. ↑  涉偽造遺囑　5500萬現金保釋破紀錄 刑事起訴龔如心
17. ↑  .   [2009-05-31]. （原始内容存档于2009-06-02）.
18. ↑  .   [2022-02-15]. （原始内容存档于2016-03-04）.
19. ↑  華懋爭產案終極判決前夕 龔如心胞弟遭綁架脫險
20. ↑  纏訟八年　華懋爭產案終院裁決 龔如心終極勝訴　逾400億身家力保不失
21. ↑  鮮紅色套裝出庭　感謝律政司司長 涉偽造遺囑龔如心三控罪撤銷
22. 1 2  .   [2009-05-15]. （原始内容存档于2020-09-06）.
23. 1 2  06年立遺囑當日　是否病重成關鍵 千億爭產案：爭產雙方索龔如心病歷
24. ↑  〈聘腫瘤專家診治第一富婆龔如心入院〉。《東周刊》。2006年12月27日（於12月26日出版）。
25. ↑  〈龔如心70歲病逝 328億遺產誰屬〉。《香港經濟日報》。2007年4月5日。
26. ↑  .   [2009年5月14日]. （原始内容存档于2007年9月13日）.
27. ↑  龔如心捐出千億遺產
28. ↑  .   [2009-05-14]. （原始内容存档于2020-09-06）.
29. ↑  律師代神秘受益人發聲明 千億遺產安排節外生枝
30. ↑  〈獨家龔如心遺囑曝光〉。《壹週刊》。2007年4月19日。
31. ↑  龔如心化作青煙 神秘人手中新遺囑曝光
32. ↑  〈可引案例質疑龔受「不適當影響」訂遺囑 「風水師」職業或成爭產焦點〉。 《星島日報》。2007年4月19日。
33. ↑  .   [2009-05-14]. （原始内容存档于2020-09-06）.
34. ↑  .   [2009-05-14]. （原始内容存档于2020-09-06）.
35. ↑  陳振聰爭奪華懋控制權 龔家或擁第三份遺囑　慈善基金禁任何人領遺產
36. ↑  陳振聰真面目曝光 龔如心：華懋畀晒佢
37. ↑  登記知會備忘　遺囑雙胞料08年開審 陳振聰或申請委任遺產管理人
38. 1 2  表面按兵不動　爭取時間備戰 龔家陳振聰暗中談判
39. 1 2  龔家宣戰 入稟法院申請陳振聰所持遺囑無效
40. 1 2 3  〈爆陳振聰連環出招 和解談判 180日 內情大披露〉。《東周刊》。2009年3月25日（於3月24日出版）。
41. ↑  為保華懋慈善基金權益 龔家求政府介入爭產戰
42. ↑  中央暫不插手事件
43. ↑  龔如心身故後　集團首度屯門奪地 華懋7.8億證明運作如常
44. ↑  千億遺產爭奪戰 龔如心家翁出招
45. ↑  千億遺產爭奪戰：港府介入龔如心遺產案 登記知會備忘　防被人暗中申領
46. ↑  .   [2009-05-15]. （原始内容存档于2020-09-06）.
47. ↑  .   [2009-05-15]. （原始内容存档于2020-09-06）.
48. ↑  千億爭產案　華懋恐財竭 龔家圖拉黃仁龍撼陳振聰
49. ↑  .   [2009-05-15]. （原始内容存档于2020-09-06）.
50. ↑  要求委任管理人保護龔如心遺產 陳振聰入稟反擊華懋
51. ↑  千億遺產爭奪戰高院揭序幕 千億爭產案：陳振聰首次證實　龔陳和談失敗
52. ↑  獲法庭頒令委管理人「睇住盤數」 千億爭產案：陳振聰可洞悉華懋底蘊
53. ↑  .   [2009-05-16]. （原始内容存档于2020-09-06）.
54. ↑  入稟申索陳述書 千億爭產案：華懋「攤牌」要求確認遺囑
55. ↑  .   [2009-05-16]. （原始内容存档于2020-09-06）.
56. ↑  陳振聰反客為主提反申索書 要求裁定他是龔遺產唯一受益人
57. ↑  .   [2009-05-16]. （原始内容存档于2020-09-06）.
58. 1 2  千億爭產案：華懋基金准延期交抗辯書 陳振聰陣營仍對和解樂觀
59. ↑  千億爭產案 華懋再申請延期呈狀書　首度披露：龔如心06年神志不清
60. ↑  千億遺產案：陳振聰求速戰速決 審前申請獲准由原訟庭處理
61. ↑  案件速遞 華懋呈狀書反擊陳振聰
62. ↑  〈華懋質疑陳振聰風水誤導龔　指誘簽遺囑贈遺產 陳無懼指控〉。《香港經濟日報》。2008年2月23日。
63. ↑  .   [2009-05-16]. （原始内容存档于2020-09-06）.
64. ↑  龔如心遺產案料審兩個月
65. 1 2  .   [2009-05-16]. （原始内容存档于2020-09-06）.
66. ↑  爭產案披露　華懋擬賑災
67. ↑  .   [2009-05-16]. （原始内容存档于2020-09-06）.
68. ↑  千億遺產案　明年2月審 王廷歆打亂龔家陣腳
69. ↑  千億遺產案　龔如心遺囑兩見證人拒作證 陳振聰告急
70. ↑  華懋重臣見證遺囑曾惹尷尬
71. ↑  .   [2009-05-16]. （原始内容存档于2020-09-06）.
72. ↑  遺囑兩見證人　交出書面供詞 龔如心遺產案　陳振聰小勝一仗
73. ↑  .   [2009-05-16]. （原始内容存档于2020-09-06）.
74. ↑  .   [2009-05-16]. （原始内容存档于2020-09-06）.
75. ↑  .   [2009-05-16]. （原始内容存档于2020-09-06）.
76. ↑  千億遺產案 華懋慈善基金指受陳振聰所騙：龔如心立風水遺囑保命
77. ↑  特稿 兩見證人疑無簽署遺囑
78. ↑  .   [2009-05-16]. （原始内容存档于2020-09-06）.
79. ↑  .   [2009-05-16]. （原始内容存档于2020-09-06）.
80. ↑  千億爭產案庭上爆料 陳振聰、龔如心14年婚外情
81. ↑  爭議遺囑先送英國驗筆 跡
82. ↑  .   [2009-05-16]. （原始内容存档于2020-09-06）.
83. ↑  .   [2009-05-16]. （原始内容存档于2020-09-06）.
84. ↑  千億爭產案：龔如心病歷交雙方律師
85. ↑  .   [2009-05-16]. （原始内容存档于2020-09-06）.
86. ↑  〈華懋慈善基金 王德輝正式除名　爭產戰前夕 董事名單突有變〉。《香港經濟日報》。2009年2月5日。
87. ↑  .   [2009-05-16]. （原始内容存档于2020-09-06）.
88. ↑  .   [2009-05-16]. （原始内容存档于2020-09-06）.
89. 1 2  .   [2009-05-16]. （原始内容存档于2020-09-06）.
90. ↑  千億爭產案預審 華懋基金塘陳振聰笑傲公堂
91. ↑  情人節出招 小甜甜、陳振聰定情信物曝光
92. ↑  .   [2009-05-21]. （原始内容存档于2016-03-04）.
93. ↑  陳振聰警告資助龔家後果嚴重
94. ↑  .   [2009-05-30]. （原始内容存档于2020-09-06）.
95. ↑  .   [2009-05-30]. （原始内容存档于2020-09-06）.
96. ↑  華懋基金忽然有錢打官司 換律師團求押後審　清還三千萬訴訟費
97. ↑  .   [2009-05-30]. （原始内容存档于2020-09-06）.
98. ↑  「只要放低成見　我冇一個底線」 千億爭產案　陳振聰勸華懋基金和解
99. ↑  華懋邀大狀駱應淦助陣 王廷歆扣除訟費申請下月審理
100. ↑  .   [2009-05-30]. （原始内容存档于2020-09-06）.
101. ↑  龔如心遺產案：華懋擬指控有人偽造遺囑 法律界：料檢驗時獲重要證據
102. ↑  .   [2009-05-31]. （原始内容存档于2020-09-06）.
103. ↑  介入千億爭產律師敗訴
104. ↑  .   [2009-05-31]. （原始内容存档于2020-09-06）.
105. ↑  .   [2009-05-31]. （原始内容存档于2020-09-06）.
106. ↑  .   [2009-05-31]. （原始内容存档于2020-09-06）.
107. ↑  傳龔家與陳振聰65：35瓜分遺產 小甜甜親信否認和解
108. ↑  .   [2009-06-03]. （原始内容存档于2009-03-28）.
109. ↑  千億爭產案：華懋指有人偽造06年遺囑 陳振聰大為緊張　搜集更多簽名樣本
110. ↑  .   [2009-06-03]. （原始内容存档于2020-09-06）.
111. ↑  〈華懋雙綫夾擊 2指控留後着〉。《香港經濟日報》。2009年3月31日。
112. ↑  .   [2009-06-04]. （原始内容存档于2020-09-06）.
113. 1 2  .   [2009-06-04]. （原始内容存档于2020-09-06）.
114. ↑  龔如心逝世兩周年　陳振聰借傳媒表思念
115. ↑  陳振聰忽然變卦　棄筆迹專家
116. ↑  .   [2009-06-04]. （原始内容存档于2020-09-06）.
117. ↑  .   [2009-06-04]. （原始内容存档于2020-09-06）.
118. ↑  .   [2009-06-04]. （原始内容存档于2020-09-06）.
119. ↑  .   [2009-06-04]. （原始内容存档于2020-09-06）.
120. ↑  專家報告　暗指陳振聰保留風水遺囑 華懋風水師：「有人心術不正」
121. ↑  王廷歆求高院先頒訟費令
122. ↑  .   [2009-06-13]. （原始内容存档于2020-09-06）.
123. ↑  .   [2009-06-13]. （原始内容存档于2020-09-06）.
124. ↑  王廷歆預先索訟費押後判
125. ↑  .   [2009-06-13]. （原始内容存档于2020-09-06）.
126. ↑  筆迹專家報告質疑三簽名有問題 千億爭產案　龔家擬報警指06遺囑偽造
127. ↑  陳振聰反擊再聘專家驗筆迹 華懋基金反對法庭接納新證據
128. ↑  .   [2009-06-13]. （原始内容存档于2020-09-06）.
129. ↑  申請再驗遺囑 陳振聰呈誓章[永久]
130. ↑  .   [2009-06-13]. （原始内容存档于2009-05-01）.
131. ↑  .   [2009-06-13]. （原始内容存档于2020-09-06）.
132. ↑  王廷歆退出遺囑真偽訴訟 陳振聰辯稱換筆迹專家非輸打贏要
133. ↑  .   [2009-06-14]. （原始内容存档于2020-09-06）.
134. ↑  .   [2009-06-14]. （原始内容存档于2020-09-06）.
135. ↑  遺產案預審前夕　匿名信揭07年交易 千億爭產案：華懋賤賣土地給梁錦濠
136. ↑  . （原始内容存档于2011-02-15）.
137. ↑  .[永久]
138. ↑  終院否決陳振聰上訴申請[]
139. ↑  .   [2011-10-24]. （原始内容存档于2011-10-27）.